# Even (functie)

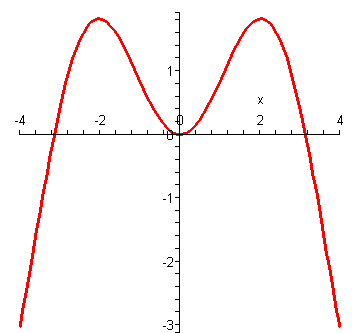
Voorbeeld even functie

Een wiskundige functie {\displaystyle f} heet even als:
{\displaystyle f(-x)=f(x)}
We zien dat de grafiek van de functie symmetrisch is ten opzichte van de y-as. Dat wil zeggen dat als men de grafiek van {\displaystyle f} spiegelt ten opzichte van de y-as, men dezelfde grafiek krijgt.
Het begrip kan gegeneraliseerd worden naar een willekeurig referentiepunt {\displaystyle a.} Indien
{\displaystyle f(a-x)=f(a+x)}
is de grafiek symmetrisch ten opzichte van de verticale lijn {\displaystyle x=a.} Zo heeft de sinus een even symmetrie tegenover {\displaystyle x=\pi /2.}

## Voorbeelden
- {\displaystyle f(x)=x^{2}}, want {\displaystyle f(-x)=(-x)^{2}=x^{2}=f(x)}
- {\displaystyle f(x)=\cos(x)}, want {\displaystyle f(-x)=\cos(-x)=\cos(x)=f(x)}
- {\displaystyle f(x)=x\,sin(x)}, want {\displaystyle f(-x)=(-x)\,\sin(-x)=(-x)\,(-sin(x))=x\,sin(x)=f(x)}
- Elk product van twee even functies, want als {\displaystyle f(-x)=f(x)} en {\displaystyle g(-x)=g(x),} is {\displaystyle f(-x)g(-x)=f(x)g(x)}
- Elk product van twee oneven functies, want als {\displaystyle f(-x)=-f(x)} en {\displaystyle g(-x)=-g(x),} is {\displaystyle f(-x)g(-x)=(-f(x))(-g(x))=f(x)g(x)}